# Lijst van eilanden in Washington D.C.
Dit is een lijst van eilanden in de Amerikaanse hoofdstad Washington D.C.

## Lijst
- Columbia Island
- Goose Island
- Heritage Island
- Kingman Island (ook Burnham Barrier)
- Little Island
- Ripps Island (voormalig)
- Theodore Roosevelt Island
- Three Sisters Islands